# Llista de Medalles d'Or de l'Ajuntament de Palma
La Llista de Medalles d'Or de l'Ajuntament de Palma recull les persones i entitats que han estat guardonades amb la Medalla d'Or, el màxim reconeixement institucional de la ciutat. Aquest guardó s'atorga a aquells que han destacat per la seva trajectòria, contribucions a la societat o implicació en el desenvolupament de la ciutat de Palma. Les medalles són una forma de reconèixer l'esforç i els assoliments individuals o col·lectius que han tingut un impacte positiu en la comunitat.
- Ple de 20 de febrer de 1946: Francisco Franco Bahamonde, cap de l'estat (Retirada)[1]
- Ple de 10 de gener de 1947: José M. Pardo Suárez. Comissió Gestora Municipal
- Ple de 5 de maig de 1950: José Tous Ferrer
- Ple de 8 d'abril de 1954: Juan Coll Fuster
- Ple de 24 de desembre de 1958: Gabriel Roca Garcias
- Ple de 17 d'abril de 1961: Mr. Julien Tardieu, batle de París
- Ple de desembre de 1964: Camilo Alonso Vega, ministre de Governació
- Ple de desembre de 1964: Jorge Vigón Suerodíaz, ministre d'obres Públiques
- Ple de desembre de 1964: Manuel Fraga Iribarne, ministre d'informació i Turisme.
- Ple de 10 de desembre de 1964: Juan Massanet Moragues
- Ple de 10 de desembre de 1964: Guillem Timoner
- Ple de 10 de desembre de 1965: Frente de Juventudes
- Ple de 20 de desembre de 1968: Plácido Álvarez-Buylla y López-Villamil, governador civil de Balears (1956-1968)
- Ple de 20 de desembre de 1968: Màxim Alomar Josa
- Ple de 20 de desembre de 1969: Gabriel Alomar i Esteve
- Ple de 20 de desembre de 1969: Adolfo Esteban Ascensión
- Ple de 20 de desembre de 1969: Marc Ferragut Fluxà
- Ple de 20 de desembre de 1969: Societat de Foment del Turisme
- Ple de 20 de desembre de 1969: La Protectora
- Ple de 20 de desembre de 1971: Alejandro Rodríguez de Valcárcel, president de Les Corts.
- Ple de 20 de desembre de 1972: Victor Hellín Sol
- Ple de 20 de desembre de 1972: Gabriel Alzamora López
- Ple de 20 de desembre de 1972: Eugenio López López
- Ple de 20 de desembre de 1973: Luis Carrero Blanco. Títol Pòstum
- Ple de 20 de desembre de 1973: Guillem Sureda Meléndez. Títol Pòstum
- Ple de 20 d'abril de 1978: Joan Miró Ferrà
- Ple de 1993: Miquel Dolç Dolç
- Ple de 1993: Blai Bonet Rigo
- Ple de 1993: Diari Última Hora
- 31 de desembre de 1996: Bartomeu March Servera
- 31 de desembre de 1996: Maria del Mar Bonet Verdaguer
- 1997: Cos de Bombers de Palma
- 1997: Pere Bonet Mir Bonet De Sant Pere
- 1998: Teodor Úbeda, bisbe de Mallorca
- 1998: Pere Antoni Serra Bauzà
- 1998: Remígia Caubet González
- 1999: Universitat de les Illes Balears
- 2000: Mossèn Bernat Julià Rosselló
- 2000: Aligi Sassu
- 2000: Xavier Torres Ramis
- 2001: Joventuts Musicals
- 2001: Jaume Mir Ramis
- 2002: Bartomeu Bestard Bonet
- 2002: Bartomeu Català
- 2002: Gabriel Escarrer
- 2002: Carlos March
- 2002: Fèlix Pons
- 2003: Ramon Aguiló Munar
- 2003: Joan Fageda Aubert
- 2004: Societat Arqueològica Lul·liana
- 2004: Paulí Buchens Adrover
- 2004: Gabriel Juan Mas
- 2004: Carles Moyà Llompart
- 2006: Fundació Patronat Obrer de Sant Josep
- 2009: Miquel Ferrer Flórez
- 2010: No hi ha guardonats.
- 2011: No hi ha guardonats.
- 2012: Miquel Lladó Oliver. Títol Pòstum
- 2012: Col·legi Nostra Senyora de Montision
- 2012: Comissió Educativa dels Centres Educatius de Son Gotleu
- 2012: Aina Moll i Marquès
- 2013: Ferran Cano Darder (Renúncia)
- 2014: Auditòrium de Palma
- 2015: Pascual de Cabo
- 2016: IES Ramon Llull
- 2017: Joan Barceló i Serra[2]
- 2018: Antoni Socies, Galeria 6a, Antoni Tarabini, Col·legi Sant Agustí, Amadiba i Associació de Donants de Sang[3]
- 2019: Banc d'Aliments, UD Collerense femení, Taller de Restauració del Bisbat de Mallorca i Escola de Música i Dansa[4]
- 2020: Tolo Güell, Pere Comas Barceló, Aires Mallorquins i Espanya Hoquei Club[5]
- 2021: Treballadors públics del Consistori[6]
- 2022: Centre Naüm, Congregació de les Germanes Oblates, José Carlos Llop i Juan Antonio Horrach Moyá[7]